# 교수자격심사위원회
교수자격심사위원회(敎授資格審査委員會)는 교수·부교수·조교수·전임강사의 자격 인정에 관한 사항을 규정하는 기구이다. 이러한 규정의 법적 근거는 '교수자격인정령'에 의거한다. 이 법령은 동등 자격자의 범위·연구실적(硏究實績)의 환산율(換算率) 등을 규정하고 있다. 교수의 자격 인정 여부를 결정하기 위해 교육부에 교수자격심사위원회를 두고 심사를 담당하게 하고 있다. 동위원회의 위원장은 교육부장관이며, 부위원장은 교육부차관이 된다. 위원은 교육부의 관계국장과 교수 또는 학계의 권위자 중에서 교육부장관이 위촉하는데, 위원정수는 11인이다.